# Lacul Neuchâtel
Lacul Neuchâtel (franceză Lac de Neuchâtel, germană Neuenburgersee) este un lac din Romandia, Elveția. Lacul se află în principal în cantonul Neuchâtel, dar se întinde parțial și pe cantoanele din Vaud, Fribourg și Berna.
Cu o suprafață de 218,3 km2, Lacul Neuchâtel este cel mai mare lac situat în întregime în Elveția și al 59-lea cel mai mare lac din Europa. Are 38,3 km lungime și 8,2 km lățime maximă. Suprafața sa este de 429 de metri deasupra nivelului mării, iar adâncimea maximă este de 152 de metri. Volumul total al apei este de 14,0 km3. Zona de drenare a lacului este de aproximativ 2.670 km2, iar punctul culminant este Le Chasseron la 1.607 metri.
Lacul este alimentat de râurile Orbe (denumite La Thielle sau La Thièle local, în aval de orașul Orbe), L'Arnon, L'Areuse, Le Seyon și La Menthue, precum și Canalul de la Broye. Canalul Thielle (franceză Canal de la Thielle, germană Zihlkanal) deversează apa lacului în Lacul Biel și face parte din sistemul de reglementare pentru lacurile și râurile din regiunea Seeland.
Lacul Neuchâtel a fost mediu propice speciei de păstrăv de adâncime Salvelinus neocomensis, care a dispărut acum.

## Lista așezărilor de pe malul lacului

### Malul nord-vestic
De la Yverdon la La Tène (de la sud-vest la nord-est):
- Yverdon-les-Bains (VD)
- Grandson (VD)
- Bonvillars (VD)
- Onnens (VD)
- Corcelles-près-Concise (VD)
- Concise (VD)
- Vaumarcus (NE)
- Sauges (Saint-Aubin-Sauges) (NE)
- Saint-Aubin (Saint-Aubin-Sauges) (NE)
- Gorgier, Chez-Le-Bart (Gorgier) (NE)
- Bevaix (NE)
- Cortaillod (NE)
- Areuse (Boudry) (NE)
- Colombier (Milvignes) (NE)
- Auvernier (Milvignes) (NE)
- Serrières (Neuchâtel)
- Neuchâtel
- Hauterive (NE)
- St-Blaise (NE)
- Marin-Epagnier (La Tène) (NE)

### Malul de sud-est

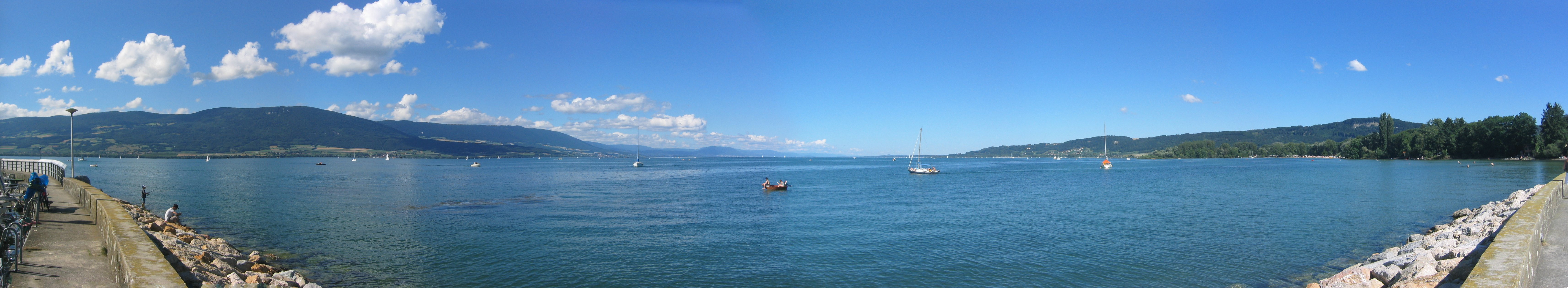
Panorama lacului Neuchâtel

De la Yverdon la Gampelen:
- Cheseaux (Cheseaux-Noréaz) (VD)
- Yvonand (VD)
- Cheyres (Cheyres-Châbles) (FR)
- Châbles (Cheyres-Châbles) (FR)
- Font (Estavayer) (FR)
- Estavayer-le-Lac (Estavayer) (FR)
- Forel (Estavayer) (FR)
- Chevroux (VD)
- Pré de Riva (Gletterens) (FR)
- Portalban (Delley-Portalban) (FR)
- Chabrey (Vully-les-Lacs) (VD)
- Champmartin (Cudrefin) (VD)
- Cudrefin (VD)
- La Sauge (Cudrefin) (VD)
- Lindehof, Witzwil (Ins) (BE)
- Tannenhof (Gampelen) (BE)

## Legături externe
- de Waterlevels at the Harbour of Neuchâtel from the Swiss Federal Office for the Environment